# FC Viitorul Constanța
Der Fotbal Club Viitorul Constanța, kurz FC Viitorul Constanța oder FC Viitorul, war ein rumänischer Fußballverein aus Constanța. Er wurde im Jahr 2009 gegründet und spielte seit Sommer 2012 in der Liga 1, der höchsten rumänischen Spielklasse.

## Geschichte
Der FC Viitorul (deutsch Zukunft) wurde im Jahr 2009 gegründet und ging aus der Fußballschule des früheren rumänischen Nationalspielers Gheorghe Hagi hervor, der auch Eigentümer und Präsident des Klubs ist. Viitorul erwarb die Spielberechtigung des CS Ovidiu für die dritte rumänische Liga, die Liga III. Bereits in der Saison 2009/10 konnte sich der Verein gegenüber seinem schärfsten Konkurrenten ACS Berceni behaupten und in die Liga II aufsteigen. Dort schloss der Klub die Spielzeit 2010/11 auf einem Platz im Mittelfeld ab. In der Saison 2011/12 schaffte Viitorul den Aufstieg in die Liga 1. In der Saison 2016/17 nahm Viitorul an der Europa League teil, wo der Club in der 3. Qualifikationsrunde gegen Gent ausschied. Am Ende der Saison wurde Constanța zum ersten Mal Rumänischer Meister.

## Erfolge
- Rumänischer Meister: 2016/17
- Rumänischer Pokalsieger: 2018/19
- Rumänischer Supercupsieger: 2019
- Aufstieg in die Liga 1: 2011/12
- Aufstieg in die Liga II: 2009/10

## Europapokalbilanz
| Saison  | Wettbewerb            | Runde                  | Gegner               | Gesamt | Hin     | Rück          |
| ------- | --------------------- | ---------------------- | -------------------- | ------ | ------- | ------------- |
| 2016/17 | UEFA Europa League    | 3. Qualifikationsrunde | KAA Gent             | 0:5    | 0:5 (A) | 0:0 (H)       |
| 2017/18 | UEFA Champions League | 3. Qualifikationsrunde | APOEL Nikosia        | 1:4    | 1:0 (H) | 0:4 n. V. (A) |
| 2017/18 | UEFA Europa League    | Play-offs              | FC Red Bull Salzburg | 1:7    | 1:3 (H) | 0:4 (A)       |
| 2018/19 | UEFA Europa League    | 1. Qualifikationsrunde | RFC Union Luxemburg  | 2:0    | 2:0 (A) | 0:0 (H)       |
| 2018/19 | UEFA Europa League    | 2. Qualifikationsrunde | Vitesse Arnheim      | 3:5    | 2:2 (H) | 1:3 (A)       |
| 2019/20 | UEFA Europa League    | 2. Qualifikationsrunde | KAA Gent             | 5:7    | 3:6 (A) | 2:1 (H)       |

Gesamtbilanz: 12 Spiele, 3 Siege, 3 Unentschieden, 6 Niederlagen, 12:28 Tore (Tordifferenz −16)

## Trainer
- Cătălin Anghel (Dezember 2009 bis August 2013)
- Bogdan Vintilă (August 2013 bis Juni 2014, 21. August 2014 bis 13. Oktober 2014)
- Bogdan Stelea (Juli 2014 bis 21. August 2014)
- Gheorghe Hagi (15. September 2014 bis 2. August 2020)